# Маслов Юрій Костянтинович
Ма́слов Юрій Костянтинович (нар. 7 червня 1968, Одеса) — український економіст, педагог, державний та громадський діяч, один з фундаторів імплементації в Україні Дунайської стратегії Європейського Союзу.

## Біографія
У 1989 році закінчив Одеський інститут народного господарства за спеціальністю «Бухгалтерський облік та аналіз господарської діяльності», отримав кваліфікацію економіста.
У 1993—2003 роках очолював філію ПУМБ у місті Одесі, був членом Правління банку. 
Із травня 2003 року по квітень 2009 року керував Одеською обласною філією  «Укрсоцбанку», був членом Правління банку.
У 2008 році захистив дисертацію та здобув науковий ступінь кандидата економічних наук за спеціальністю 08.04.01 «Фінанси, грошовий облік і кредит».
У 2006 році присвоєно звання Заслуженого економіста України.
Із серпня 2009 по березень 2010 року працював головою Правління банку «Київ».
У 2010 році обіймав посаду радника Міністра економіки України.
У 2015 році захистив дисертацію «Формування сучасної системи влади в країнах Центральної та Східної Європи: принципи, механізми та перспективи розвитку» та здобув науковий ступінь доктора політичних наук за спеціальністю 23.00.02 «Політичні інститути та процеси».
У 2016 році обраний за конкурсом професором Одеського національного економічного університету.
З 2017 року був членом спеціалізованої вченої ради Д 41.053.06 Південноукраїнського національного педагогічного університету ім. К. Д. Ушинського з захисту докторських (кандидатських) дисертацій зі спеціальності 23.00.02 — «Політичні системи та процеси».
З 2020 року — академік Академії політичних наук України .
Автор понад 70 наукових праць у вітчизняних та закордонних виданнях.

## Громадська діяльність
Активно підтримував євроінтеграційні процеси в Україні, а також транскордонну і міжрегіональну кооперацію. З моменту прийняття Дунайської стратегії Європейського Союзу, став ініціатором підписання Меморандуму про співробітництво між Одеською, Івано-Франківською, Закарпатською та Чернівецькою областями — стратегічного документа з регіональної кооперації в рамках Стратегії ЄС для Дунайського регіону. Входить до складу Координаційного центру з провадження діяльності, пов'язаної з участю України в реалізації Стратегії ЄС для Дунайського регіону.
З 2015 року — президент Асоціації органів місцевого самоврядування "Стратегія ЄС для Дунайського регіону". З 2016 року — голова депутатської групи Одеської обласної ради «Стратегія ЄС для Дунайського регіону». Автор «Перспективного плану заходів щодо імплементації на території Одеської області Стратегії ЄС для Дунайського регіону».
Із 2018 року — голова Басейнової ради Нижнього Дунаю при Державному агентстві водних ресурсів України. 
Експерт із питань захисту довкілля, охорони водних ресурсів, створення та розширення об'єктів ПЗФ в українській частині Дунайського регіону.
Із 2007 року був головою Піклувальної Ради Одеського музею західного та східного мистецтва. Завдяки успішним фандрейзинговим кампаніям Піклувальної Ради були відреставровані антична та східна зали музею, поповнені експозиційні фонди музею, налагоджена співпраця з музейними установами України та світу.
Із 2017 року — голова Піклувальної Ради Одеської обласної філармонії. Сприяв виходу у світ унікального альбому «Музика та слово» з нагоди 85-річчя Одеської обласної філармонії.
Із 2023 року — голова Альянсу відновлення України.
Знавець рідкісних стародруків та унікальних рукописних книг XVI—XIX століть. За його допомогою рідкісні видання поповнили фонди Одеської національної наукової бібліотеки ім. М. Горького та Одеської обласної універсальної наукової бібліотеки імені М. С. Грушевського. Викупив архів фотографій Вікентія Кугеля та ініціював створення книги «Викентий Кугель. Взгляд фотографа».

## Нагороди
Почесна грамота Державного департаменту морського і річкового транспорту (Наказ директора Державного департаменту морського і річкового транспорту № 121-к від 25 грудня 2000 року).
Почесний працівник морського і річкового транспорту (Наказом Державного департаменту морського і річкового транспорту від 10 жовтня 2006 року № 212-к).
Почесна відзнака Одеської обласної ради (розпорядження голови Одеської обласної ради від 6 червня 2003 року).
Почесна грамота Верховної Ради України (розпорядження голови Верховної Ради України № 1586 від 30 листопада 2005 року).
Почесна відзнака голови Одеської обласної державної адміністрації (розпорядження голови Одеської обласної державної адміністрації від 31 грудня 2005 року).
Почесне звання Заслужений економіст України (Указ Президента України від 28 листопада 2006 року).
Почесна грамота Національного банку України (Постанова Правління Національного банку України № 64 від 10 лютого 2009 року).
Орден «За заслуги» (Україна) III ступеня (Указ Президента України від 23 червня 2009 року № 475/2009).
Подяка Прем'єр-міністра України (№ 15013 від 22 серпня 2012 року).
Почесна Грамота Кабінету Міністрів України (№ 24431 від 1 серпня 2013 року).
Відзнака Голови Одеської обласної державної адміністрації (від 27 серпня 2014 року).
Орден «За заслуги» (Україна) II ступеня (Указ Президента України № 14 від 22 січня 2019 року).
Почесний громадянин міст Балтимор (штат Меріленд, США), Вилкове (Україна), Кілія (Україна).